# Salajärvi (sjö i Nastola)
Salajärvi är en sjö i Finland. Den ligger i kommunen Nastola i landskapet Päijänne-Tavastland, i den södra delen av landet, 110 km nordost om huvudstaden Helsingfors. Salajärvi ligger 86 meter över havet. Den ligger vid sjön Ruuhijärvi. I omgivningarna runt Salajärvi växer i huvudsak blandskog. Den är 14,13 meter djup. Arean är 8,1 kvadratkilometer och strandlinjen är 30,21 kilometer lång. Sjön  ingår i Kymmene älvs huvudavrinningsområde. 